# Jack Off Jill
Jack Off Jill est un groupe de riot grrrl américain, originaire de Ft. Lauderdale, en Floride crée en 1992. Ne pouvant concilier musique et études, certains membres du groupe sont alors contraintes d'arrêter de jouer. Le groupe semble assez instable dans ces membres menés par Jessicka, la chanteuse. Le groupe revient ensuite en 2000, puis se sépare à la suite de l'« échec » de leur album Clear Hearts Grey Flowers, n'étant pas de la qualité du précédent mais ayant pourtant un artwork assez bien réussi.

## Biographie
Tenni Arslanyan fait la rencontre de Jessicka à la Piper High School de Sunrise, en Floride. Le groupe se forme après l'arrivée de Moulder et Inhell. Le premier concert de Jack Off Jill se fait avec Marilyn Manson et son groupe Marilyn Manson and the Spooky Kids, lors d'une nuit à Davie, en Floride, dans un club appelé The Plus Five Lounge. Manson prend le groupe sous son aile. Il devient leur mentor, produit leurs premières démos, et ouvre plusieurs de leurs concerts.
À cette période, le groupe s'ouvre pour d'autres groupes féminins comme Joan Jett, L7, Silverfish, Tribe 8, Fetchin' Bones et les Lunachicks. Sur scène, Jessicka déshabille de jeunes hommes, et le groupe recouvre la foule de crachats, de vrai sang et de bonbons,. Au début de l'année 1993, Jessicka joue sur le projet éphémère de Manson, Mrs. Scabtree. Le 27 décembre 1994, le groupe se joint à Marilyn Manson sur des dates en Floride. Jessicka y est arrêtée pour tentatives d'agressions sexuelles sur mineurs.
Jack Off Jill publie plusieurs albums indépendants : Children 5 and Up (produit par Marilyn Manson), The Boygrinder Sessions, Cannibal Song Book, (produit par JOJ et Manson au Studio 13 de Deerfield Beach, en Floride), Cockroach Waltz, et plusieurs singles 7". Ce n'est pas avant le 8 avril 1994, lorsque JOJ joue un concert au Rock Against Domestic Violence avec Babes in Toyland et 7 Year Bitch au Cameo Theatre de Miami Beach que Jack Off Jill attire l'intérêt des labels. Risk Records les signe en janvier 1997. Le groupe remplace Ah Cha Cha et Inhell avec deux autres membres qui étaient prêts à quitter la Floride. Le groupe publie son premier 7" national, Girl Scout/American Made en mars 1997. Le 9 septembre 1997, leur premier album, Sexless Demons And Scars, (produit par Don Fleming, meneur de Gumball) est publié.
Après un succès underground modéré, tournant avec Lords of Acid, et jouant à guichet fermé en 1997, Jack Off Jill joue en tête d'affiche à Los Angeles puis publie Covetous Creature, un EP comprenant des remixes de Sexless Demons and Scars avec l'aide de SMP (Scott Putesky), membre fondateur de Marilyn Manson et la nouvelle batteuse Claudia Rossi. Jack Off Jill joue son dernier concert au Troubadour de Los Angeles en avril 2000. Elles sont rejoints sur scène par la guitariste Helen Storer du groupe britannique Fluffy et du producteur Chris Vrenna à la batterie.

## Retour
Le 7 avril 2015, Bust.com annonce un concert de réunion de Jack Off Jill au Orange Peel d'Asheville, NC, le 18 juillet. Elles joueront aussi à Manchester (19 octobre), à l'Electric Ballroom  de Londres (21 octobre) et au Heaven Nightclub (23 octobre), où elles seront rejointes par Scott Putesky, membre fondateur de Marilyn Manson. Le groupe comprend alors Jessicka, Tenni Ah-Cha-Cha, Michelle Inhell (née Oliver), et Helen Storer.

## Membres

### Derniers membres
- Jessicka Addams (Jessica Fodera), chant, paroles (1992-2000, 2015)
- Helen Storer, basse (2000, 2015)
- Tenni Ah-Cha-Cha (Tenni Arslanyan), batterie (1992-1996, 2015)
- Michelle Inhell (Michelle Oliver), guitare (1992-1996, 2015)

### Anciens membres
- Lauracet Simpson (Laura Simpson), batterie (1996-1997)
- Ho Ho Spade (Jeff Tucci), guitare (1996-1997)
- SMP (Scott Mitchell Putesky), guitare (1997-1998)
- Claudia (Claudia Rossi), batterie (1997-1999)
- Clint Walsh, guitare (1999-2000)
- agent moulder, basse, piano, clavier (1992-2000)

### Membres live
- Norm Block, batterie (1999-2000)
- Helen Storer, guitare (2000), basse (2015)
- Chris Vrenna, batterie (2000)

## Discographie
- 1997 : Sexless Demons and Scars
- 1998 : Covetous Creature
- 2000 : Clear Hearts Grey Flowers
- 2006 : Humid Teenage Mediocrity